# Форначи (Пиза)
Форначи (итал. Fornaci) је насеље у Италији у округу Пиза, региону Тоскана.
Према процени из 2011. у насељу је живело 21 становника. Насеље се налази на надморској висини од 60 м.